# Кирхи Калининградской области

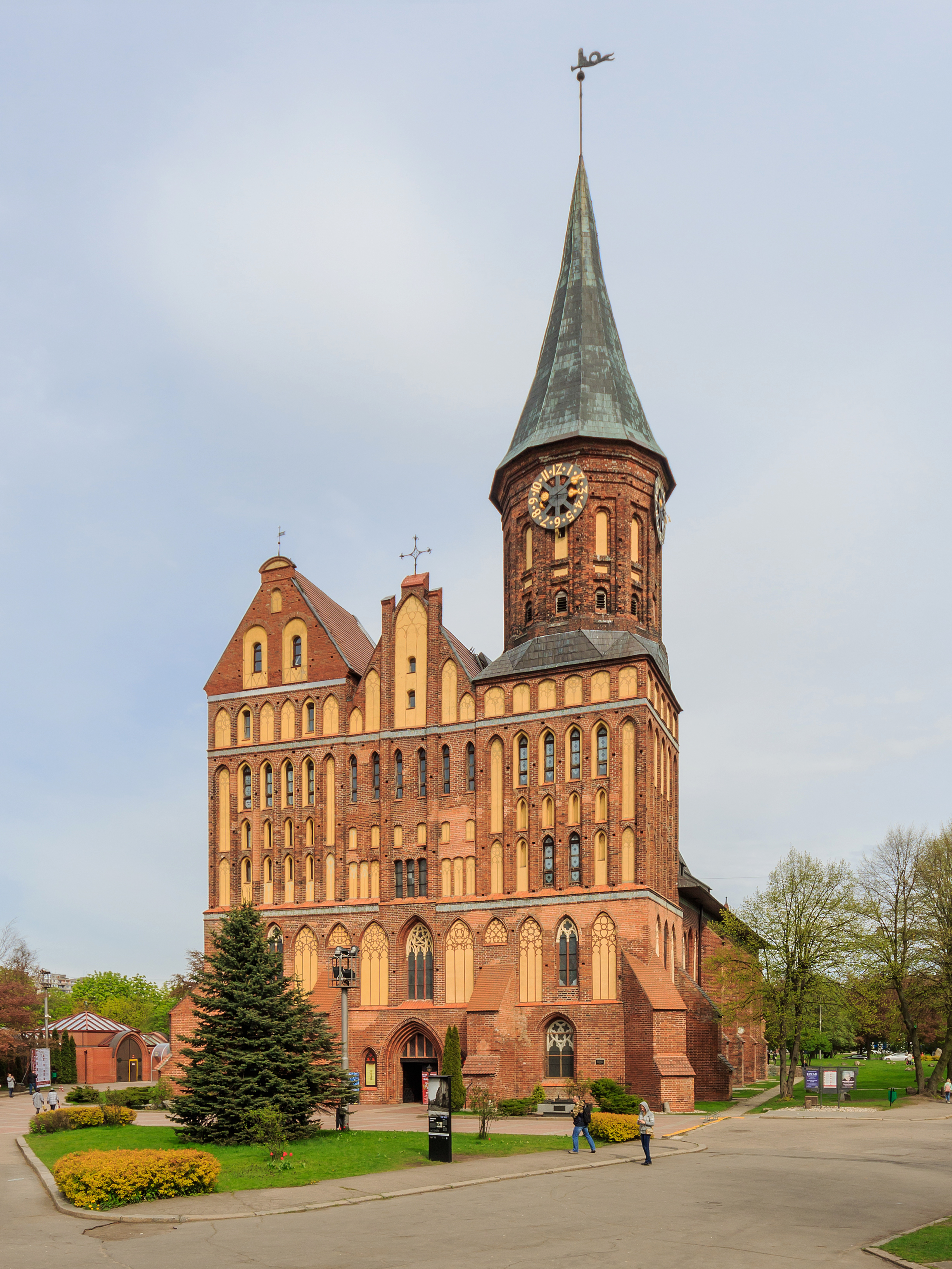
700-летний собор в Калининграде

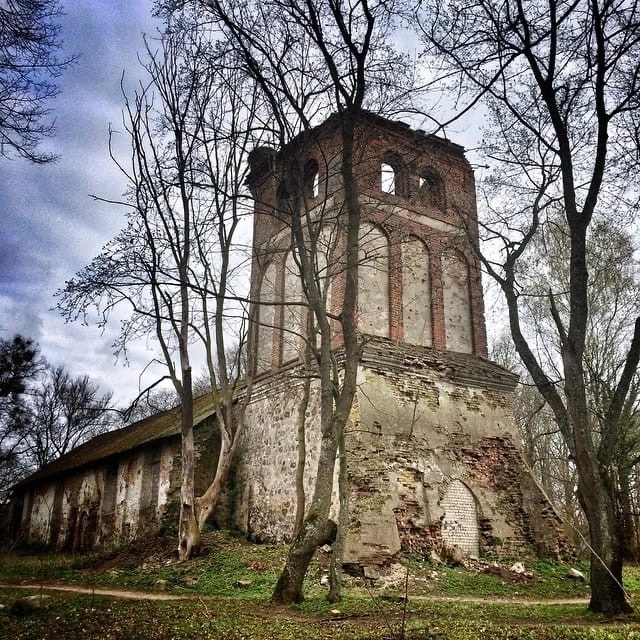
Кирха Пёршкена — старейшая сохранившаяся кирха Калининградской области, ей более 760 лет

Кирхи Калининградской области — наследие германских государств, существовавших на этой территории в XIII—XX веках.
Сегодня большинство кирх Калининградской области находятся в руинированном состоянии.

## До 1945 года
На территории Восточной Пруссии каменные церкви впервые появились во второй половине XIII века, когда Тевтонский орден основал кирхи Штайндамм в 1256 году, Пёршкен в 1261 году, Юдиттен в 1288 году и некоторые другие.
С начала XIV века на этих землях началось повсеместное образование немецких городов и строительство католических церквей, продолжавшееся вплоть до разгрома Тевтонского ордена в 1410 году. После этого строительство кирх замедлилось, но с середины XIX века «возродилось» вновь и продолжалось вплоть до начала Второй мировой войны.
Многие кирхи серьёзно пострадали во времена Первой и Второй мировых войн.

## После 1945
После войны большинство кирх было переоборудовано под хозяйственные нужды, клубы и тд. Многие не использовались вовсе и постепенно разрушались от сил природы и местных жителей, разбиравших храмы на стройматериалы. Некоторые кирхи были снесены для освобождения площадок под строительство жилых домов.
В 1980—1990-е годы, когда произошла перемена отношения к довоенному прошлому области, началась консервация и восстановление некоторых кирх (таких, как, например, Арнау или Мюльхаузен), передача их РПЦ и протестантским общинам. Нередко консервация или восстановление кирх ведётся на средства бывших немецких жителей этого региона.

## Список

### Соборы
| Фото | Название                                                    | Расположение | Время основания | Информация |
| ---- | ----------------------------------------------------------- | ------------ | --------------- | --- |
|      | Домский собор Богоматери и Святого Адальберта               | Калининград  | 1333 год        | Собор сильно пострадал во время войны и до 1990-х годов представлял собой руины. В 1992 году началось восстановление собора. Реставрация шла до 2005 года и затронула только внешний вид собора. О восстановлении внутреннего убранства даже и не идёт речи, ввиду очень высоких затрат. Сейчас в восстановленном здании собора располагаются лютеранская и православная часовни, а также музей собора и музей Иммануила Канта. Объект культурного наследия народов РФ федерального значения. Рег. № 391510400360006 (ЕГРОКН). Объект № 3910201000 (БД Викигида)                                                               |
|      | Кирха Инстербурга Сейчас: Собор Архангела Михаила           | Черняховск   | 1890 год        | После Второй мировой войны в здании храма располагались последовательно склад, клуб и спортивный зал детско-юношеской спортивной школы. Здание неоднократно горело и из-за отсутствия надлежащего ухода к концу 1980-х годов пришло в аварийное состояние. В 1989 году началось восстановление здания инициативными группами горожан, храм был передан Русской Православной церкви. 2 мая 1992 года митрополитом Смоленским и Калининградским Кириллом был освящён во имя Архангела Михаила. Объект культурного наследия народов РФ регионального значения. Рег. № 391510348040005 (ЕГРОКН). Объект № 3900336000 (БД Викигида) |
|      | Кирха Пиллау Сейчас: Свято-Георгиевский морской собор       | Балтийск     | 1866 год        | Во время штурма Пиллау весной 1945 года здание сильно пострадало. В советское время здесь сначала размещался клуб моряков, после чего здание было отдано под военный склад. В начале 90-х годов XX века здание вновь стало церковным — здесь начал работу православный морской собор. Объект культурного наследия народов РФ регионального значения. Рег. № 391510351960005 (ЕГРОКН). Объект № 3900634000 (БД Викигида) |
|      | Кирха Святого Адальберта Сейчас: Спасо-Преображенский собор | Зеленоградск | 1897 год        | В ходе боевых действий Второй мировой войны кирха не пострадала, в послевоенные годы использовалась в качестве спортивного зала и складского помещения. 19 августа 2007 года митрополитом Смоленским и Калининградским Кириллом был освящён храм Преображения Господня, ныне - Спасо-Преображенский собор. Объект культурного наследия народов РФ регионального значения. Рег. № 391510341270005 (ЕГРОКН). Объект № 3900782000 (БД Викигида) |
|      | Кройцкирха Кёнигсберга Сейчас: Крестовоздвиженский собор    | Калининград  | 1933 год        | Изначально собор был кирхой и назывался Кройцкирха. В ходе Второй мировой войны Кройцкирха пострадала не очень сильно, хотя сгорел купол южной башни. После войны новые власти стали использовать здание в народо-хозяйственных целях. К началу восьмидесятых годов здание было заброшено. Во второй половине 1980-х здание бывшей Кройцкирхи было передано православной общине. В 1991—1994 годах здание было восстановлено и освящено как Собор. Объект культурного наследия народов РФ регионального значения. Рег. № 391410136200005 (ЕГРОКН). Объект № 3920001000 (БД Викигида)                                           |

### Кирхи сохранившиеся или восстановленные
| Фото | Название                                                                         | Расположение   | Время основания | Информация |
| ---- | -------------------------------------------------------------------------------- | -------------- | --------------- | --- |
|      | Капелла Девы Марии — Звёзды морей Сейчас: Органный зал Светлогорска              | Светлогорск    | 1931 год        | В ходе боевых действий Второй мировой войны капелла не была повреждена. В послевоенные годы здание использовалось в качестве кинотеатра, складского помещения, позднее — пустовало и разрушалось. После реставрации, начавшейся в 1994 году, с 25 мая 1995 года, в здании бывшей капеллы разместился органный зал. Реконструкцию здания осуществил на собственные средства заслуженный деятель искусств России композитор Марков Андрей Александрович. В здании был установлен орган, изготовленный немецкой фирмой «Хуго Майер». |
|      | Капелла святого Андрея Сейчас: Храм апостола Андрея Первозванного                | Зеленоградск   | 1904 год        | В 1989 году здание бывшей католической капеллы святого Андрея было передано Русской Православной церкви. 14 января 1991 года митрополитом Смоленским и Калининградским Кириллом был освящён храм апостола Андрея Первозванного. |
|      | Капелла Шталлупёнена Сейчас: Храм Святого Духа                                   | Нестеров       | 1928 год        | В ходе боевых действий Второй мировой войны католическая капелла Шталлупёнена не получила повреждений. В послевоенные годы здание использовалось в качестве кинотеатра, позднее — дома пионеров. В 1993 году передана Русской православной церкви. 22 июня 1996 года митрополитом Смоленским и Калининградским Кириллом освящён храм Святого Духа. |
|      | Кирха Арнау Сейчас: Храм в честь святой великомученицы Екатерины                 | Родники        | 1364 год        | В результате боевых действий в 1945 г. кирха была повреждена: разрушена верхняя часть башни и юго-восточная часть хора. Полностью утрачено внутреннее убранство интерьеров. С 1960 г. здание использовалось под зернохранилище. В 1990е годы началась реставрация на средства немецкого культурного общества «Кураториум Арнау». Затем на реставрацию кирхи выделялись средства из областного и федерального бюджета. С 2010 года — храм прихода в честь святой великомученицы Екатерины Калининградской епархии Русской Православной Церкви. Здание кирхи отреставрировано и находится в хорошем состоянии. Объект культурного наследия народов РФ регионального значения. Рег. № 391520362870005 (ЕГРОКН). Объект № 3900777000 (БД Викигида) |
|      | Кирха Аугстагиррена Сейчас: Храм святого апостола и евангелиста Иоанна Богослова | Сосновка       | 1926 год        | Кирха пережила войну без каких-либо разрушений. Но потом, как и большинство остальных кирх области, она была разграблена и превращена в овощехранилище. До начала 2010-х годов в здании кирхи размещался Дом культуры. Потом здание было передано РПЦ. В 2016—2017 годах здание храма отреставрировано. |
|      | Кирха Бильдервайчена Сейчас: Храм святой Екатерины                               | Луговое        | 1861 год        | В послевоенные годы здание кирхи использовалась в качестве склада, были заложены окна, с северной стороны пристроено помещение. В 2010 кирха передана Русской Православной церкви. В 2014 году отремонтирована. |
|      | Кирха Ведерайтишкена Сейчас: Храм в честь Введения во храм Пресвятой Богородицы  | Тимофеево      | 1907 год        | В ходе боевых действий 1944—1945 годов кирха не пострадала, в послевоенные годы использовалась в качестве складского помещения. В 2005 году община Русской Православной церкви получила в пользование полуразрушенное здание бывшей кирхи. 20 июля 2008 года храм был освящён митрополитом Смоленским и Калининградским Кириллом. |
|      | Кирха Гросс-Легиттена Сейчас: Лютеранская церковь посёлка Тургенево              | Тургенево      | 1400 год ~      | После войны оставалась целой. Использовалась сначала под клуб, затем под зерносушилку. В конце 1960-х была заброшена. В 1994—2004 годах была проведена реставрация. В настоящее время кирха Гросс Легиттен — действующая лютеранская церковь. Объект культурного наследия народов РФ регионального значения. Рег. № 391510343820005 (ЕГРОКН). Объект № 3930506000 (БД Викигида) |
|      | Кирха Гросс Роминтена Сейчас: Храм в честь мучеников Адриана и Наталии           | Краснолесье    | 1880 год        | Во время Второй мировой войны в кирхе произошёл пожар. К XXI веку от кирхи оставались голые стены без крыши и башни с разрушенной алтарной частью. В 2010 году здание передано Русской Православной церкви. В 2014 начались ремонтно-восстановительные работы, в основном завершившиеся в мае 2015 года. На август 2015 года восстановлена западная башенка, на которую водружён православный крест, производилась внутренняя отделка. С мая 2016 года в храме в честь мучеников Адриана и Наталии начались регулярные богослужения. |
|      | Кирха Гросс Скайсгиррена (католическая) Сейчас: Храм Святого Иоанна Крестителя   | Большаково     | 1925 год        | Во время войны кирха не пострадала. Ныне в здании находится приход Святого Иоанна Крестителя Римско-католической Церкви. |
|      | Кирха Гросс Скайсгиррена (лютеранская) Сейчас: Храм Кирилла и Мефодия            | Большаково     | 1628 год        | Во время войны кирха не пострадала. В послевоенные годы ризница, верх башни и притвор были разобраны, часть окон замурована, после чего в здании кирхи разместился дом культуры и кинозал. В 2010 году здание бывшей кирхи передано Русской православной церкви. Ныне — православный храм Кирилла и Мефодия. |
|      | Кирха Зальцбурга Сейчас: Евангелическо-лютеранская церковь города Гусева         | Гусев          | 1840 год        | Во время войны кирха пострадала незначительно. После войны в ней находился склад дорожного ремонтно-строительного управления. В 1993—1998 годах здание было отреставрировано. В настоящее время кирха используется евангелическо-лютеранской общиной. Объект культурного наследия народов РФ регионального значения. Рег. № 391510353660005 (ЕГРОКН). Объект № 3900781000 (БД Викигида) |
|      | Кирха Каукемена Планируется: Храм РПЦ                                            | Ясное          | 1706 год        | В результате боевых действий 1945 года кирха практически не пострадала. В послевоенные годы здание использовалась в хозяйственных нуждах, в северном притворе были пробиты широкие ворота. В 1980-х годах в кирхе произошёл пожар, здание лишилось кровли. В 2010-е передано РПЦ. С 2020 года в кирхе ведутся ремонтно-реставрационные работы, заново положена крыша. |
|      | Кирха Лазденена Сейчас: Храм святых первоверховных апостолов Петра и Павла       | Краснознаменск | 1578 год        | Во время боёв 1945 года кирха не пострадала. В послевоенные годы использовалась в качестве склада. В 1991 году здание кирхи было передано Русской Православной церкви, в октябре 1992 года митрополитом Смоленским и Калининградским Кириллом был освящён храм апостолов Петра и Павла. |
|      | Кирха Нойхаузена Сейчас: Новоапостольская церковь города Гурьевска               | Гурьевск       | 1350 год ~      | Во время войны года кирха была подвергнута артиллерийскому обстрелу. До 1963 года использовалась в качестве клуба и кинозала, затем — в качестве склада. В 1970-х и 1980-х годах здание горело, после чего пришло в полное запустение. В 1991 году кирха передана Новоапостольской общине. В декабре 1993 года, после окончания ремонтно-реставрационных работ, кирха была открыта для прихожан. |
|      | Кирха Ной Аргенингкена Сейчас: Храм в честь Входа Господня в Иерусалим           | Новоколхозное  | 1910 год        | В ходе боевых действий Второй мировой войны купол башни был разрушен. В послевоенные годы здание кирхи использовалась в качестве склада. В 1994 году здание кирхи было передано Русской православной церкви. Восстановление храма началось в 2015 году, в апреле 2018 года на башне был установлен позолоченный купол с православным крестом. |
|      | Кирха Пальмникена Сейчас: Храм Казанской иконы Божией Матери                     | Янтарный       | 1892 год        | После Второй мировой войны в здании последовательно располагался клуб, затем бильярдная, спортивный зал, склад. Орган и витражи были утрачены. В 1990 году здание было передано Русской православной церкви. 13 января 1991 года митрополит Смоленский и Калининградский Кирилл освятил храм Казанской иконы Божией Матери. Объект культурного наследия народов РФ регионального значения. Рег. № 391510364090005 (ЕГРОКН). Объект № 3900295000 (БД Викигида) |
|      | Кирха Пелленингкена Сейчас: Храм Святого Иоанна Кронштадтского                   | Загорское      | 1892 год        | В ходе боёв Второй мировой войны кирха серьёзно не пострадала. В настоящее время в здании расположен храм Святого Иоанна Кронштадтского Русской Православной церкви. |
|      | Кирха Пиллупёнена Сейчас: Храм Святого Михаила Архангела                         | Невское        | 1778 год        | Во время Второй мировой войны кирха не пострадала. В послевоенные годы крыши кирхи, притвора и ризницы были перекрыты шифером, после чего здание стало использоваться в качестве склада. В 1994 году кирха отремонтирована на средства бывших жителей Пиллупёнена. Ныне в здании бывшей кирхи размещается православный храм Святого Михаила Архангела. |
|      | Понартская кирха Сейчас: Храм Рождества Пресвятой Богородицы                     | Калининград    | 1897 год        | Во время штурма Кёнигсберга в 1945 году кирха получила незначительные повреждения. После войны кирха использовалась сначала под склад, а затем в ней действовал спортивный зал «Шторм». Передача кирхи Русской Православной Церкви состоялась в 1991 году. Здание было отреставрировано и 21 сентября 1992 года церковь была освящена как Церковь Рождества Пресвятой Богородицы. Объект культурного наследия народов РФ регионального значения. Рег. № 391410059430005 (ЕГРОКН). Объект № 3900044000 (БД Викигида) |
|      | Кирха Раушена Сейчас: Храм Святого Преподобного Серафима Саровского              | Светлогорск    | 1907 год        | Во время Второй мировой войны кирха не пострадала. В послевоенные годы в здании кирхи размещался спортивный зал. С 1991 года — православный храм. В 1992 году храм Святого Преподобного Серафима Саровского освятил митрополит Смоленский и Калининградский Кирилл. |
|      | Кирха Розенау Сейчас: Храм Покрова Пресвятой Богородицы                          | Калининград    | 1926 год        | Кирха почти не пострадала в ходе боёв Великой Отечественной войны. В советский период здание использовалось в качестве складских помещений. В 1990 году было принято решение о передаче кирхи РПЦ. После ремонта в 1990—1992 годах и освящения кирха находится в ведении Калининградской Епархии Русской православной церкви. |
|      | Кирха Росситтена Сейчас: Храм Сергия Радонежского                                | Рыбачий        | 1873 год        | По окончании войны в здании бывшей кирхи некоторое время размещался мукомольный цех, позднее здесь была устроена сетевязалка рыбколхоза. В 1991 году здание было передано православной общине посёлка Рыбачий. В здании провели капитальный ремонт и соорудили балкон для клироса. Начала работать воскресная школа. По православному обряду храм был освящён в 1992 году. |
|      | Капелла Святого Адальберта Сейчас: Храм Архангела Михаила                        | Калининград    | 1904 год        | Во время штурма Кёнигсберга в апреле 1945 года кирха была повреждена. После войны использовалась для хозяйственных нужд. с 1975 по 2018 годы здание кирхи было передано магнитно-ионосферной обсерватории ИЗМИРАН. С 2019 года ведутся капитальные реставрационные работы. В здании разобраны конструкции советской перепланировки, расчищены заложенные кирпичом оконные проёмы и установлены витражи, а также восстановлен шпиль и установлен крест. В конце 2023 года открыт новый храм РПЦ. |
|      | Кирха Святой Анны Сейчас: Евангелическо-лютеранская церковь посёлка Гвардейское  | Гвардейское    | 1350 год ~      | Во время Второй мировой войны кирха не пострадала. Здание кирхи отреставрировано и находится в хорошем состоянии. В настоящее время Мюльхаузенская кирха — действующая Евангелическо-лютеранская церковь. |
|      | Кирха Святого Бруно Кверфуртского Сейчас: Храм Святого Бруно Кверфуртского       | Черняховск     | 1904 год        | После Второй мировой войны церковь использовалась как военный склад вплоть до начала 90-х годов, когда её практически не пострадавшее здание было передано Министерству культуры. В 1992 году в Черняховске возродилась католическая община, которая обратилась в администрацию с просьбой о передаче храма общине. В июле 1993 года просьба была удовлетворена, храм вернули Церкви, в нём начали служить священники из ордена францисканцев-конвентуалов. В 2005 при церкви был основан францисканский монастырь св. Максимилиана Кольбе. |
|      | Кирха Святого Николая Сейчас: Храм Святого Николая                               | Ушаково        | 1344 год        | В ходе боевых действий Второй мировой войны кирха не пострадала. После войны использовалась как склад. В 1994 году началось постепенное возрождение древней кирхи. На деньги бывших жителей Хайлигенвальде и других спонсоров была проведена реставрация. В настоящее время кирха выполняет роль музея о себе самой и о посёлке Хайлигенвальде. Периодически в ней так же проводятся службы РПЦ. |
|      | Кирха Святого Семейства Сейчас: Калининградская областная филармония             | Калининград    | 1904 год        | В 1945 году церковь была повреждена и долгое время была заброшена, постепенно разрушалась. В 1980 году после продолжительной реконструкции под руководством архитектора Павла Горбача в ней была открыта Калининградская областная филармония. |
|      | Кирха Тапиау Сейчас: Храм Святого Иоанна Предтечи                                | Гвардейск      | 1694 год        | Во время войны кирха не пострадала. В послевоенные годы использовалась в качестве складского помещения, в ризнице размещался магазин. К концу 1980-х годов здание обветшало и находилось в аварийном состоянии. В 1989 году кирха была передана Русской православной церкви. 15 апреля 1991 года храм был освящён. В середине 1990-х годов была проведена реставрация церкви. В 2012—2013 годах церковь была вновь отреставрирована. |
|      | Кирха Толльмингкемена Сейчас: Мемориальный музей Кристионаса Донелайтиса         | Чистые Пруды   | 1764 год        | После окончания Второй Мировой войны здание кирхи осталось неповреждённым, но из-за отсутствия ухода и надзора быстро обветшало и пришло в полное запустение и разруху. К 1964 году сохранились только стены высотой не более трёх метров. После производства ремонтно-реставрационных работ 11 октября 1979 года в здании кирхи был открыт мемориальный музей Кристионаса Донелайтиса. |
|      | Кирха Фридланда Сейчас: Свято-Георгиевский храм                                  | Правдинск      | 1313 год        | После войны кирха оставалась абсолютно целой, но в 1948 году была разграблена. В 1960-х годах стала использоваться как склад. В 1990 году кирха передана Русской православной церкви и восстановлена силами прихода и бывших жителей Фридланда. По окончании ремонтных работ в 2005 году была освящена. С тех пор поддерживается в хорошем состоянии. |
|      | Кирха Хайнрихсвальде Планируется: Органный зал                                   | Славск         | 1869 год        | Во время боевых действий Второй мировой войны кирха не пострадала, в послевоенные годы разобран орган, утрачено внутреннее убранство, здание стало использоваться в качестве складского помещения. В 2013 году здание кирхи передано Муниципальному бюджетному учреждению «Информационно-туристический центр». В 2019 году в кирхе начался ремонт. В марте 2020 года на башне кирхи установлены часы-куранты. После окончания ремонтных работ в кирхе планируется открыть концертный зал на 250 зрителей и экспозицию краеведческого музея. Для концертной деятельности заказан орган из Германии. |
|      | Кирха Юдиттена Сейчас: Свято-Никольский храм                                     | Калининград    | 1288 год        | Кирха практически не была повреждена во время штурма Кёнигсберга в апреле 1945 года. В 1948 году кирха подверглась разрушению переселенцами из СССР. К началу 1960-х годов были разрушена крыша и верхняя часть башни. В 1970-е годы начали рушиться стены. В 1985 году кирха была передана калининградской общине РПЦ и освящена. Восстановительные работы продолжались до 1990 года. В настоящее время — действующее подворье женского монастыря в честь иконы Божией Матери «Державная» |

### Кирхи, сохранившиеся частично
| Фото | Название                                                                                        | Расположение   | Время основания | Информация |
| ---- | ----------------------------------------------------------------------------------------------- | -------------- | --------------- | --- |
|      | Кирха Алленбурга                                                                                | Дружба         | 1405 год        | После войны кирха осталась неповреждённой, использовалась под зерносушилку и склад. В 2005 году была частично реконструирована на частные пожертвования. В 2010 году здание было передано Русской православной церкви. 2014 года были восстановлены часы на колокольне кирхи. Внутри кирхи работают небольшой музей и кафе. Большая часть внутренних помещений не отремонтирована. |
|      | Кирха Дидлакена                                                                                 | Тельманово     | 1665 год        | Во время боевых действий 1945 года кирха была разорена. В послевоенное время здание кирхи использовалось в качестве складского помещения. На 2023 год здание принадлежит частному предпринимателю, оно стоит заброшенным и постепенно разрушается. Никаких действий по обеспечению сохранности объекта культурного наследия не наблюдается. |
|      | Кирха Домнау                                                                                    | Домново        | 1400 год        | В ходе боёв 1945 года кирха существенно не пострадала, в послевоенные годы использовалась в качестве склада и зернохранилища. В кирхе сохранилась старинная настенная живопись. В 1994 году, при поддержке немецкой стороны, были проведены консервационно-реставрационные работы. С 1997 года здание не используется. |
|      | Кирха Гросс Кришцанена                                                                          | Заповедное     | 1891 год        | В ходе боевых действий Второй мировой войны кирха не пострадала. В послевоенные годы кирха использовалась в качестве складского помещения, до начала 1990-х годов находилась в хорошем состоянии. В 2010-х были попытки провести ремонтные работы. На 2023 год кирха требует ремонта и продолжает разрушаться. |
|      | Кирха Лаптау                                                                                    | Муромское      | 1330 год ~      | Во время войны кирха подверглась артиллерийскому обстрелу, в результате которого была повреждена. В послевоенные годы здание использовалось в качестве склада. В конце 1980-х кирху перестроили и в ней был открыт спортивный зал. В 2000 году спортивный зал закрылся. На конец 2010-х годов кирха всё ещё пребывает в полузаброшенном состоянии. |
|      | Кирха Лаукена                                                                                   | Саранское      | 1812 год        | Во время войны кирха осталась неповреждённой. В послевоенные годы здание было частично перестроено, заложены почти все окна, крыша покрыта шифером, башня утрачена. Дом пастора обрушился от ветхости в 1992 году, после чего был разобран. В настоящее время в здании бывшей кирхи размещается Дом культуры. С восточной стороны сохранились довоенные надгробья. |
|      | Кирха Меланхтон                                                                                 | Черняховск     | 1911 год        | Кирха названа в честь теолога Филиппа Меланхтона. В ходе боевых действий Второй мировой войны кирха получила существенные повреждения. В послевоенные годы здание кирхи было перестроено: разобрано до уровня первого этажа, надстроен второй этаж из белого силикатного кирпича. Использовалось в качестве производственных площадей завода «Техмаш». На начало XXI века здание находится в запустении и разрушается. |
|      | Кирха памяти королевы Луизы                                                                     | Калининград    | 1901 год        | В шестидесятых годах XX века планировался снос кирхи, но церковь была спасена архитектором Юрием Вагановым, который разработал проект переоборудования здания бывшей кирхи в здание Калининградского областного театра кукол. В соответствии с этим проектом кирха была восстановлена и начала действовать в новом качестве театра в 1976 году. Внешний облик восстановленного здания большей частью соответствует её предвоенному виду, в то время как интерьер был полностью изменён, чтобы лучше соответствовать новой функции здания. Остатки сводов были снесены, а помещение церкви было разделено на два этажа современными перекрытиями.    |
|      | Кирха Патерсвальде                                                                              | Большая Поляна | 1877 год        | Во время боёв 1945 года кирха пострадала от артиллерийского обстрела: был разрушен шпиль, повреждена башня. В послевоенные годы кирха использовалась в качестве склада. Крыша была перекрыта шифером, все окна заложены кирпичом. В 1993 году кирха была передана Русской православной церкви, после чего окна освободили от кирпича, вставили рамы со стёклами и на этом работы остановились. В 2023 году у кирхи появился арендатор, в ней планируют открыть культурное пространство. |
|      | Кирха Рагнита (евангелическая)                                                                  | Неман          | 1773 год        | После войны кирха осталась неповреждённой. В 1960-х годах здание кирхи было частично перестроено, башню снесли до высоты основного здания.В настоящее время в здании находятся общежитие, магазин и помещение для оправления культа. |
|      | Кирха Святого Йозефа в Понарте                                                                  | Калининград    | 1932 год        | Во время войны кирха получила незначительные повреждения — была разрушена верхняя часть башни. В послевоенные годы в здании кирхи размещался Дом культуры железнодорожников и актовый зал профессионально-технического училища. В 1969 году здание было перестроено, после чего в нём расположилась база «Горпромторга». В этом виде в качестве торговых складов здание кирхи продолжает оставаться и в настоящее время. |
|      | Кирха Святой Катарины в Тарау                                                                   | Владимирово    | 1350 год ~      | После окончания войны кирха Святой Катарины оставалась целой. Позже был разобран орган, сброшены колокола, нарушена черепичная кровля, в результате чего кирха стала ветшать. В 1970-е годы кирха использовалась под склад для хранения химических удобрений. В 2006 году, усилиями русской и немецкой сторон, были заменены деревянные конструкции и кровля нефа, в 2009 году — отремонтирована крыша башни. На май 2019 года отремонтирован южный притвор и заложены проломленные в советское время ворота в северной стене. В 2010 году здание кирхи передано Русской православной церкви. Периодически ведутся незначительные ремонтные работы. |
|      | Кирха Юргайтшена                                                                                | Канаш          | 1845 год        | Во время войны кирха осталась неповреждённой. В послевоенные годы здание использовалось в качестве складского помещения, высокие окна были замурованы. На 2023 год здание находилось в запустении и разрушалось. |
|      | Кирха Христа в Ратсхофе                                                                         | Калининград    | 1932 год        | Во время войны кирха получила серьёзные повреждения. Сразу после войны кирху перестроил находящийся неподалёку Вагоностроительный завод под Дом культуры. Внутренние помещения были значительно перестроены. В 2010 году здание было передано Русской православной церкви, при этом представитель РПЦ отметил, что здание будет использоваться как клуб ещё как минимум несколько лет. С тех пор ничего не изменилось и никакого движения в направлении возвращения зданию его исторической функции не происходит. |
|      | Кирха Креста в Тильзите                                                                         | Советск        | 1911 год        | Во время войны кирха не пострадала. С 1970-х годов в здании находился фабричный цех военного секретного завода «Радуга». Позднее была уничтожена верхняя часть башни, внутри и снаружи появились многочисленные пристройки и дополнительные помещения. На данный момент здание используется в качестве торговых и производственных помещений. |
|      | Часовня при больнице святой Елизаветы Сейчас: Храм святых пророка Захарии и праведной Елисаветы | Калининград    | 1894 год        | В комплекс зданий больницы святой Елизаветы входили: часовня, детский сад, жилые помещения монахинь и служебные помещения. Во время войны здание не сильно пострадало. В 1945-1964 годах здание использовалось под медицинские цели. Позднее помещения бывшей больницы использовались под склад. В настоящее время в здании размещаются Департамент по недропользованию Северо-западного федерального округа, храм святых пророка Захария и праведной Елисаветы и различные офисы. У здания утрачен шпиль и часть декора. |
|      | Кирха при психиатрической больнице Алленберг                                                    | Знаменск       | 1852 год        | Во время войны больница не пострадала. В послевоенные годы в ней дислоцировались части Советской и Российской армий. С 2013 года комплекс зданий пустует. |

- Кирха Пройсиш Эйлау (Багратионовск) — перестроена под цех завода
- Кирха Дойч Вилтена (Ермаково)
- Кирха Гервишкемена (Приозёрное)
- Кирха Кёлльмиш Дамерау (Ольховка)
- Кирха Гросс Карповена (Некрасово)
- Лютеранская кирха в Циммербуде (Светлый)
- Новоапостольская кирха Кройцбурга (Славское)
- Кирха Домтау (Долгоруково)
- Кирха Заркау (Лесной)
- Кирха Кляйн Гни (Мозырь)
- Кирха Гросс Курена (Приморье)
- Кирха района Шприндт города Инстенбурга (Черняховск)
- Кирха Нойнишкена (Привольное)
- Кирха Плибишкена (Глушково)
- Кирха Йодлаукена (Володаровка)
- Кирха Заалау (Каменское)
- Лютеранская кирха Вальтеркемена (Ольховатка)

### Храмы современной постройки

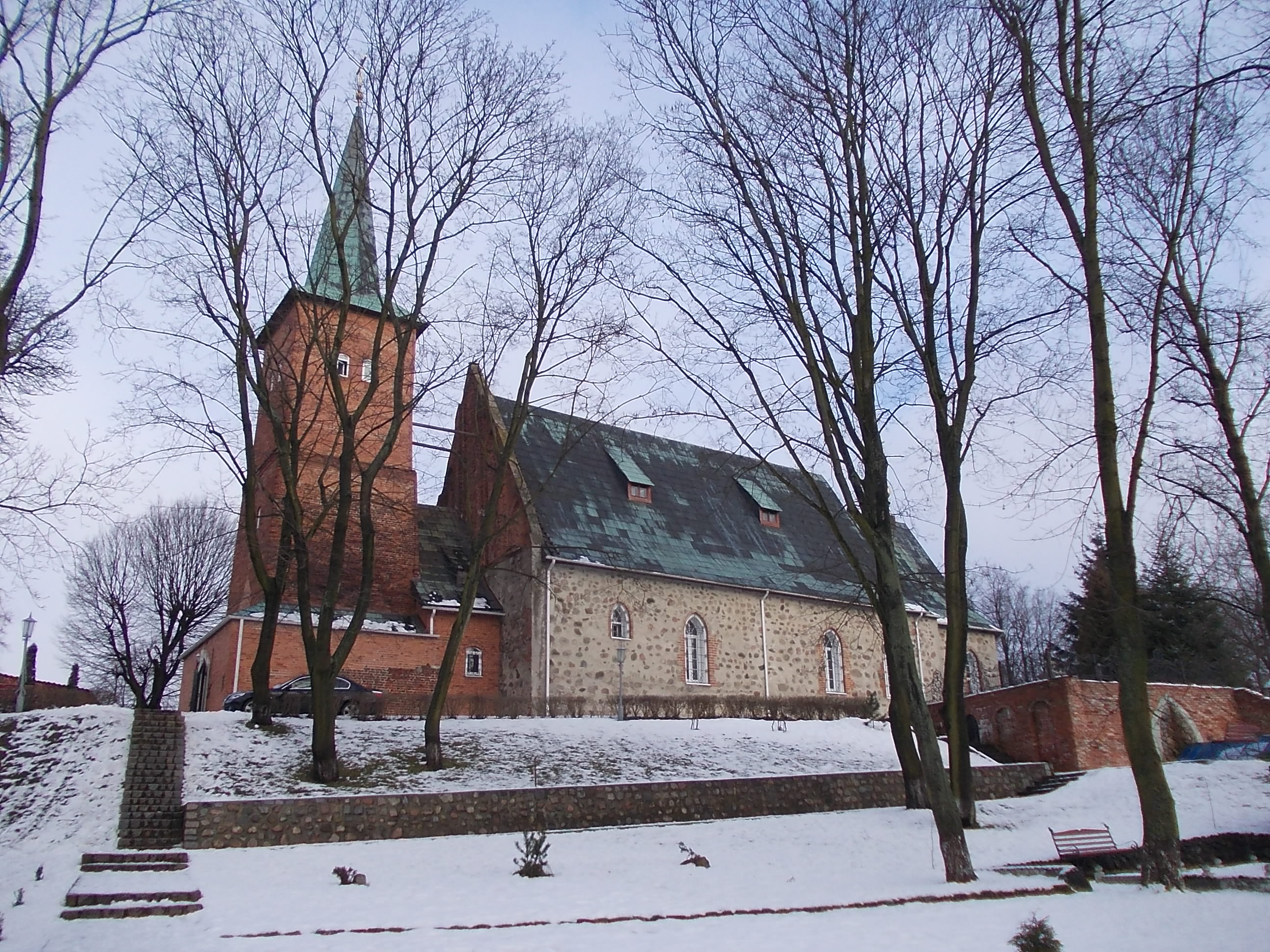
Юдиттен-кирха в Калининграде — старейшая действующая кирха Калининградской области, ей более 735 лет

- Церковь Воскресения Христова — католический храм в Советске, открыт в 2000 году. Построен на фундаменте утраченной кирхи Вознесения Марии.
- Костёл Святого Адальберта — католический храм в Калининграде, открыт в 2005 году.
- Церковь Воскресения — евангелическо-лютеранский храм в Калининграде, открыт в 1999 году.
- Православный храм в селе Совхозное — также известный как «Часовня Риппена». Особенностью храма является то что он будет размещён в здании из красного кирпича с башней постройки начала XX века. До войны это здание было либо пожарным депо, либо электрогенераторной. С 2018 года ведутся неспешные работы по восстановлению здания силами РПЦ.

### Кирхи, сохранившиеся в виде руин
- Кирха в Алленау (Поречье)
- Бётхерсдорфская кирха (Севское Правдинского района)
- Бранденбургская кирха (Ушаково)
- Повунденская кирха (Храброво)
- Пёршкенская кирха (Ново-Московское)
- Кирха Куменена (Кумачево)
- Кирха Гермау (Русское)
- Кирха Рудау (Мельниково)
- Реформатская кирха (Советск)
- Кирха Святого Лаврентия (Сальское)
- Кирха Меденау[нем.] (Логвино)
- Кирха Побетена[нем.] (Романово)
- Кирха Гольдбаха[нем.] (Славинск)
- Кирха Бальга (рядом с замком Бальга)
- Кирха Кройцбурга (Славское)
- Кирха Абшвангена (Тишино)
- Кирха Удервангена (Чехово)
- Кирха Пёркшена
- Кирха Цинтена (Корнево)
- Кирха Дойч Тирау
- Кирха Петерсдорфа (Куйбышевское)
- Кирха Велау (Знаменск)
- Кирха Гросс Оттенхагена (Березовка)
- Кирха Шаакена (Жемчужное)
- Кирха Постникена (Заливное)
- Кирха Ботенена (Тростники)
- Кирха Лихтенхагена (Яблоневка)
- Кирха Санкт Лоренца
- Кирха Хайлигенбайля (Мамоново)
- Кирха Гросс Энгелау (Дальнее)
- Кирха Фриденберга (Дворкино)
- Кирха Альменхаузена (Каштаново)
- Кирха Норденбурга (Крылово)
- Кирха Гердауэна (Железнодорожный)
- Кирха Гросс Георгенау (Рощино)
- Кирха Гросс Шёнау (Бычково)
- Кирха Шёнвальде (Ярославское)
- Кирха Борхерсдорфа (Зеленополье)
- Кирха Святого Николая (Знаменка)
- Кирха Святых Николауса и Барбары (Корнево)
- Кирха Мульдшена (Перевалово)
- Кирха Ауглиттена (Прогресс)
- Кирха Ишдаггена (Лермонтово)
- Кирха Нибудшена (Красногорское)
- Кирха Штаркенберга (Красный Бор)
- Кирха Гросс Ширрау (Дальнее)
- Кирха Вильгельмсберга (Яблоновка)
- Кирха Клешовена (Кутузово)
- Кирха Даркемена (Озёрск) — на 2022 год выполнены противоаварийные работы. Кирха законсервирована, крыша отсутствует, окна заложены.
- Кирха Езау (Южный)
- Католическая кирха Шилленена (Победино)
- Кирха Куссена (Весново)
- Кирха Будветтена (Маломожайское)
- Кирха Краупишкена (Ульяново)
- Кирха Ленгветена (Лунино)
- Кирха меннонитов в Рагните (Неман)
- Кирха Шиллена (Жилино)
- Кирха Гёриттена (Пушкино)
- Кирха Мелькемена (Калинино)
- Кирха Кассубена (Ильинское)
- Кирха Эйдткунена (Чернышевское)
- Кирха Меляукена (Залесье)
- Кирха Кляйн Шёнау (Октябрьское)
- Кирха Калльнингкена (Прохладное)
- Кирха Покракена (Ленинское)
- Кирха Говартена (Дзержинское)
- Кирха Лаукнена (Громово)
- Кирха Йонейкишкена (Тимирязево)
- Кирха Гросс Фридрихсдорфа (Гастеллово)
- Кирха Попелькена (Высокое)
- Кирха Альт Ляппинена (Большие Бережки)
- Кирха Пушдорфа (Пушкарево)
- Кирха Обелишкена (Зеленцово)
- Кирха Гросс Биршкаллена (Гремячье)
- Кирха Норкиттена (Междуречье)

### Утраченные кирхи

#### Кёнигсберга
- Альт-Россгартенская кирха
- Альтштадтская кирха
- Бургкирха
- Закхаймская кирха
- Кирха в Кведнау
- Кирха в Нойендорфе
- Кирха Лютера в Хаберберге
- Кирха памяти герцога Альбрехта

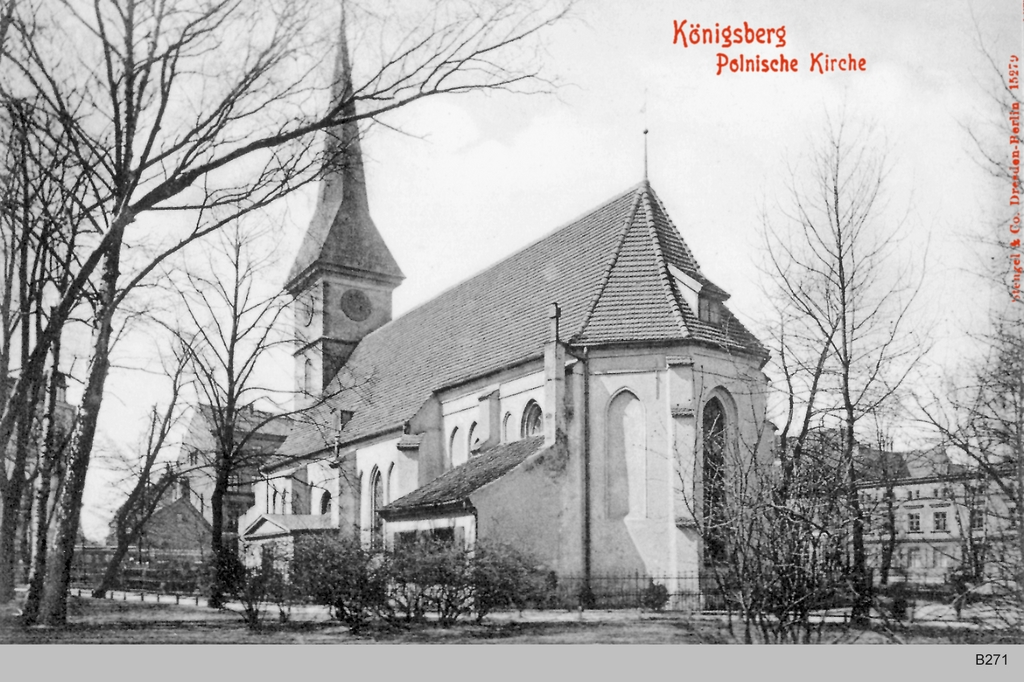
Штайндаммская кирха Кёнигсберга — утраченная старейшая кирха Калининградской области. Частично её стены были заложены ещё в 1256 году

- Кирха памяти императора Фридриха в Кальтхофе
- Кирха Христа
- Лёбенихтская кирха
- Новая Россгартенская кирха
- Пропштайкирхе
- Трагхаймская кирха
- Французская реформатская церковь
- Фриденскирхе
- Хабербергская кирха
- Штайндаммская кирха
- Замковая церковь
- Часовня в Метгетене

#### Восточной Пруссии
- Церковь Святого Креста[нем.] (Красноторовка)
- Немецкая церковь (Советск)
- Кирха Зоденена (Красноярское)
- Кирха Долльштедта (Краснознаменское)
- Кирха Бладиау (Пятидорожное)
- Кирха Тремпена (Новостроево)
- Кирха Баллетена (Садовое)
- Кирха Гавайтена (Гаврилово)
- Кирха Вознесения Марии (Советск) — на её месте построена современная церковь Воскресения Христова.
- Католическая кирха Пиллау (Балтийск) — от кирхи сохранился домик пастора. Католическая община восстановила дом и преобразовала его в римско-католический приход имени пресвятой Марии в Балтийске.
- Кирха Раутенберга (Узловое)
- Кирха Гросс Шореллена (Саратовское)
- Кирха Ширвиндта (Кутузово)
- Кирха Гросс Ленкенингкена (Лесное)
- Кирха Энцунена (Чкалово)
- Кирха Гильге (Матросово)
- Кирха Шакукнена (Левобережное)
- Кирха Каркельна (Мысовка)
- Кирха Грюнхайде (Калужское)
- Кирха Юдшена (Весёловка) — в этой кирхе часто бывал Иммануил Кант.